# 大西愛治郎
大西愛治郎（おおにし あいじろう、1881年8月26日 - 1958年11月29日）は、日本の宗教家。ほんみち教祖。奈良県宇陀郡宇太村（現・宇陀市）出身。親族に大西玉がいる。

## 生涯

### 誕生から教団入信まで
1881年（明治14年）8月26日（旧閏7月3日）に奈良県宇陀郡宇太村（現・宇陀市）の農家、岸岡吉次郎とキサの間に三男として生まれる。祖父の栄次良は村で庄屋を勤めており、父親の吉次郎も今の村長にあたる戸長を勤めていた。
小学校卒業の頃に次兄である米吉が憂鬱症、17歳の時に長兄の千太郎が眼病を、19歳（1899年頃）の頃には母キサが、子宮内ヨウを患う。
同年の4月に母親の希望で奈良師範学校に入学する。その頃に、千太郎が天理教へ入信し天理教の話を度々聞いていた。
入学した年の夏に長期休暇で帰省した際、キサの容態が悪化し本家で看病をしていたが、キサの気分を変えたいとの希望により分家（次兄の米吉宅）へと移動。その日の夜、愛治郎一人で看病をしていた時にキサの容態が悪化する。その様子を見て、愛治郎は戸外へと走り川で手を清め神(ほんみち概観では「月日様」天理教では「親神天理王命」)に祈る。その際、祈った直後はキサの容態が良くなり、また、しばらくすると悪化するということを繰り返し、段々とその間隔が短くなることをみて、祈った直後の様子は「神による治癒ではなく周期的なものではないか」との思いからしばらくキサを静観するが、キサは苦しみ続け、「神に祈ってほしい」という希望より、神を疑うことなく祈ることにした。するとキサの苦痛が止み、神の存在や天理教の教えである「借り物の理」などを理解し、休みを終えて奈良師範学校へ戻った際に、奈良教会（天理教奈良大教会）の信徒となった。

### 入信から、天理研究会発足まで
その後、奈良師範学校を中退し、東京で単独布教をしたいと考えたが、東大教会の上原会長へ相談したところし「東京での布教には相当の金を用意して、仮令、借家にしても、教会を或る程度飾り立てないと人が信用しない。」とのことであった。そこで第二志望として考えていた群馬県碓氷郡安中町で単独布教をすることとなった。群馬では奈良教会に所属していた先輩の日野督太郎を頼り二か月間程世話となる。その後、当時教会が設立されていなかった群馬県安中町を拠点に布教をはじめる。上級奈良教会の春野会長より、教会の信者の大西家へ婿養子に行ってはどうかと勧められ、父親と相談の上、了承。大西トヲと結婚し、大西姓を名乗ることとなる。結婚後、山口県の萩、山口、福賀にある三カ所の無担任の教会を整理してほしいことを、春野会長より話を受け分教会を再興させる事に専念する。1906年（明治39年）天理教の教理「貧に落ちきれ」の下、全財産を献納した。1913年（大正2年）に大西は、神掛かりをして我は生き神「甘露台」であり、教祖中山みきに続く天啓者となった（「甘露台人の理」を保有した）ことを悟ったと主張した。大西は教歌「甘露台古記」を示して、これを天理教本部で訴えると異端者と看做され天理教教師を剥奪された。奈良県に帰った大西は、1917年（大正6年）宇太村役場職員、1919年（大正8年）奈良県の税務署員、1920年（大正9年）旧制小学校教諭をして生計を立てつつ、その後も吉田神道と関わりを持ち続ける天理教を批判。天理教が本来あるべき原点回帰を訴えた。大西の考え方に共感を持つ天理教信者も相次ぎ、1925年（大正14年）に終に天理教を追放された。大西も旧制小学校教諭を辞職し、大西の考え方に同調した天理教信者と共に「おさしづ」を研究する「天理研究会」を発足させた。

### 昭和3年の打ち出し
1926年（大正15年）に病気がちな長男の体調がすぐれず、これを神の警告とした大西は、三重県に隠棲。ここで『岩戸古記』を執筆し天理研究会に送り、信者の育成に励んだ。1928年（昭和3年）に、大西がまとめさせた大戦と国家滅亡の危機を予言警告し天皇の神格を否定する『研究資料』の各界の要人に配布を信者に命じた。

### 第1次ほんみち不敬事件
1928年（昭和3年）の打ち出しによって、大西を筆頭に500人が不敬罪で検挙され、起訴された。大西は、下級審では懲役刑を言い渡されたものの、精神に異常をきたした心神喪失者として大審院は無罪判決を言い渡した。

### 第2次ほんみち不敬事件
第1次ほんみち不敬事件の後、1936年（昭和11年）布教活動展開すべく「天理本道」と教団名を改め、1938年（昭和13年）に妻の病気に対し神の意思を感じ取った大西は、再び大戦と国家滅亡の危機を予言警告し天皇の神格を否定する小冊子『書信』全7信を配布させ、治安維持法違反及び不敬罪違反で大西を筆頭に400人が検挙、起訴され無期懲役の判決を受け、教団の結社禁止命令も下された。

### 敗戦後
第二次世界大戦の敗戦により釈放され、免訴となった。1946年（昭和21年）、大阪府高石市で教団を再建。1950年（昭和25年）、教団名を「ほんみち」と改め、残りの人生すべてをほんみち振興と布教活動に奉げた。

## 甘露台人の理
天理教では甘露台は天理市の教団中心部にあるとしているが、大西は天理市にあるのは土地の甘露台であり、大西自身が「人の甘露台」であると主張した。